# Cercomantispa pulla
Cercomantispa pulla is een insect uit de familie van de Mantispidae, die tot de orde netvleugeligen (Neuroptera) behoort. 
Cercomantispa pulla is voor het eerst wetenschappelijk beschreven door Navás in 1935.